# Ashdown Engineering
Ashdown Engineering is een Britse fabrikant van Basgitaar-en-gitaarversterkers.
Het bedrijf produceerde aanvankelijk diverse versterkers voor gitaar. Het werd opgericht in 1997 door Mark Gooday, die eerder hoofdingenieur was bij de concurrent Trace Elliot. Het bedrijf werd 'Ashdown' genoemd naar de familienaam van de vrouw van Gooday. Het logo is geconstrueerd uit dit woord en het Austin Healey logo. Sinds 2007 concentreert het bedrijf zich alleen nog op basversterkers en versterkers voor akoestischegitaren. Bekende gebruikers van Ashdown apparatuur zijn de in 2002 overleden Britse bassist John Entwhistle van The Who Level 42's Mark King en de bassist Adam Clayton van de band U2.